# Голландская старокатолическая церковь

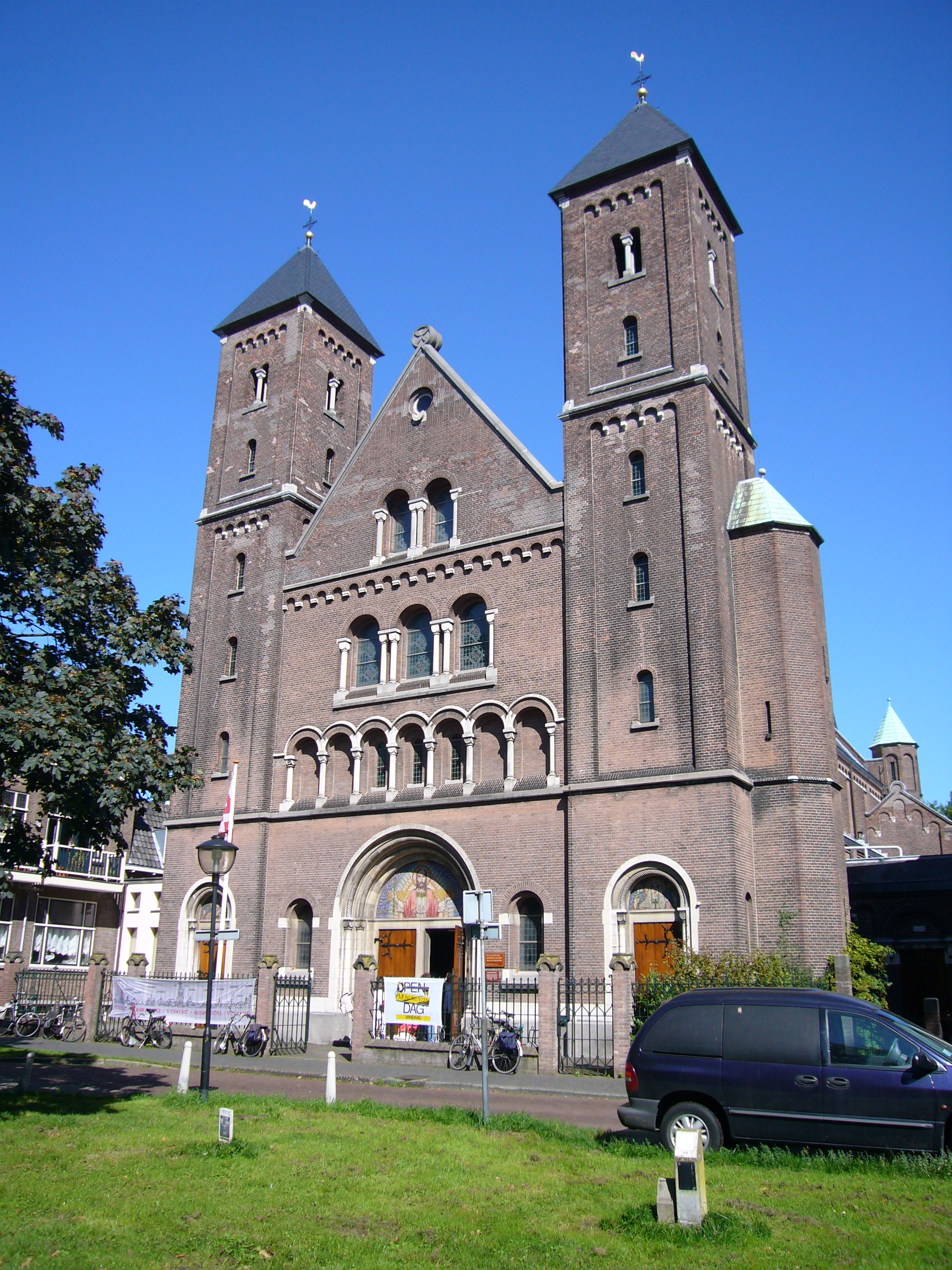
Собор святой Гетруды, Утрехт, Нидерланды

Голландская старокатолическая церковь или Утрехтская Церковь (нидерл. De Oud-Katholieke Kerk van Nederland) — старокатолическая церковь, действующая в Нидерландах. Голландская старокатолическая церковь входит в Утрехтскую Унию Старокатолических Церквей. Ординарием церкви является архиепископ Утрехта Йорис Август Одилиус Людовикус Веркаммен.

## История
Своё происхождение Голландская старокатолическая церковь ведёт от голландской общины Римско-Католической Церкви. Непосредственной причиной отделения части голландской католической общины от Римско-Католической Церкви стал янсенизм, который был осуждён как ересь. В 1702 году утрехтский епископ Петер Кодд поддержал янсенизм. В этом же году он был смещён с утрехтской кафедры Римским папой Климентом XI. 27 апреля 1723 года на кафедру Утрехта был избран без разрешения Римского папы Корнелиус Стиновена. После 1724 года Утрехтской церковью были созданы кафедры в Гарлеме и Девентере.
Раскол между старокатолическими церквями и Римско-Католической церковью углубился после I Ватиканского собора, на котором был принят догмат о непогрешимости Римского папы. Реакцией на решения, принятые на I Ватиканском соборе, стало образование в 1889 году Утрехтского Союза старокатолических церквей, в который вошла Голландская старокатолическая церковь.

## Учение церкви
Голландская старокатолическая церковь отрицает догматы, принятые Римско-Католической Церковью, а именно догматы о Непорочном Зачатии Девы Марии и непогрешимости Римского папы, который был принят на I Ватиканском соборе
В 1910 году Голландской старокатолической Церковью был введён в богослужение голландский язык. В 1922 году был отменён целибат священников. В 1997 году конференция голландских старокатолических епископов решила рукополагать женщин. В 1998 году была рукоположена́ в священника первая женщина. В 2002 году в этой церкви стали венчать гомосексуальные пары.
Священниками этой церкви могут быть лица обоих полов, закончившие теологическое обучение в Высшей архиепископской Духовной семинарии в Амерсфоорте. Епископом может быть любой священнослужитель, избранный на Синоде и рукоположённый тремя епископами — членами Международной Конференции епископов Старокатолического Утрехтского Союза.
Голландская старокатолическая церковь находится в евхаристическом общении с Англиканской церковью.

## Епископы церкви
- 1723—1725 — Korneliusz Steenoven
- 1725—1733 — Korneliusz Jan Barchman Wuytiers
- 1733—1739 — Teodor van der Croon
- 1739—1767 — Piotr Jan Meindaerts
- 1768—1797 — Walter van Nieuwenhuisen
- 1797—1808 — Jan Jakub van Rhijn
- 1808—1814 — кафедра была вакантна
- 1814—1825 — Willibrord van Os
- 1825—1858 — Jan van Santen
- 1858—1873 — Henryk Loos
- 1875—1892 — Иоганн Гейкамп
- 1892—1920 — Gerard Gul
- 1920—1937 — Franciszek Kenninck
- 1937—1970 — Andrzej Rinkel
- 1970—1982 — Marinus Kok
- 1982—1999 — Antoni Jan Glazemaker
- 2000—2020 — Joris Vercammen
- 2020 — Bernd Wallet (избран Коллегий выборщиков 15 февраля 2020 г. архиепископом Утрехтским Старокатолической Церкви Нидерландов после ухода на пенсию Йориса Феркаммена)

## Статистика
В настоящее время в Голландской старокатолической церкви действуют три епархии: архиепархия Утрехта, епархия Харлема и епархия Девентера, в которых работают 46 священников в 48 приходах. Кафедрой Голландской старокатолической церковью является церковь святой Гертруды в Утрехте.

## Источник
- History of the So-Called Jansenist Church in The Netherlands. John M. Neale. New York: AMS Press, 1958.